# El agua
El agua és una pel·lícula dramàtica de 2022 amb elements de realisme màgic debut de la directora Elena López Riera i protagonitzada per Luna Pamies, Bárbara Lennie i Nieve de Medina. És una producció conjunta entre Suïssa, Espanya i França.

## Sinopsi
És estiu en un petit poble del sud-est d'Espanya. Una tempesta amenaça amb tornar a desbordar el riu que el travessa. Una vella creença popular afirma que algunes dones estan predestinades a desaparèixer amb cada nova inundació perquè tenen “l'aigua endins”.
Ana (Luna Pamies) viu amb la seva mare (Bárbara Lennie) i amb la seva àvia (Nieve de Medina) en una casa a la que la resta del poble mira amb suspicàcia. Enmig de l'atmosfera elèctrica que precedeix a la pluja, Ana coneix a José (Alberto Olmo) alhora que lluita per ventar als fantasmes.

## Repartiment
- Luna Pamies com Ana.[2]
- Bárbara Lennie com Isabella.[3]
- Nieve de Medina com Ángela.[3]
- Alberto Olmo com José.[2]
- Pascual Valero com el pare de José.[4]
- Philippe Azoury.[4]
- Irene Pellicer com Cristina.
- Nayara García com Elena.
- Lídia Maria Cánovas com Maria.

## Producció
El guió va ser escrit per Elena López Riera al costat de Philippe Azoury. El 2018 va ser seleccionada en Ikusmira Berriak, programa de residències del Festival de Sant Sebastià.
Coproducció entre Suïssa, Espanya i França, la pel·lícula ha estat produïda per Alina Film, Suica Films i Les Films du Worso, amb el suport de l'Institut Valencià de Cultura, l'ICAA, Creative Europe's MITJANA i amb la participació de RTVE i À Punt Mèdia. El rodatge va tenir lloc a Oriola i altres localitzacions de la província d'Alacant entre abril i maig de 2021. Giuseppe Truppi es va fer càrrec de la direcció de fotografia mentre que Raphaël Lefèvre es va encarregar del muntatge.

## Llançament
La pel·lícula va tenir la seva estreno mundial el 20 de maig de 2022 en la secció paral·lela de la Quinzena de Realitzadors del 75è Festival Internacional de Cinema de Canes. Es va estrenar als Estats Units al Festival Internacional de Cinema de Toronto de 2022 com a part de la llista de pel·lícules 'Contemporary World Cinema'.
Filmin i Elastica Films van obtenir els drets de distribució per a Espanya, on està previst que la pel·lícula s'estreni als cinemes el 4 de novembre de 2022.

## Recepció
Jonathan Holland de ScreenDaily Jonathan Holland de ScreenDaily va considerar que la pel·lícula era un "primer llargmetratge atrevit i de múltiples capes", i també va escriure que "El agua és una pel·lícula que sempre se sent acuradament equilibrada a la vora del surrealista, on les coses fosques sempre semblen ser pressionant".
Manu Yáñez de Fotogramas va qualificar la pel·lícula amb 4 de 5 estrelles, enaltint l'"atreviment" d'Elena López Riera en el maneig i entrecreuament dels elements de la pel·lícula.
Elsa Fernández-Santos d' El País va considerar "suggeridor" el primer llargmetratge com "una pel·lícula on l'arcà es fa visible d'una manera subtil i interior".

## Palmarès

### Premis
| Any  | Premi                                                | Categoria                           | Receptor            | Resultat   | Ref.   |
| ---- | ---------------------------------------------------- | ----------------------------------- | ------------------- | ---------- | ------ |
| 2022 | Festival de Cinema d'Espanya de Tolosa de Llenguadoc | Violeta d'Or a la Millor Pel·lícula | El Agua             | Guanyadora | [ 18 ] |
| 2022 | Premis Berlanga                                      | Millor actriu de repartiment        | Lidia María Cánovas | Nominada   | [ 19 ] |
| 2022 | Premis Berlanga                                      | Millor actor de repartiment         | Pascual Valero      | Guanyador  | [ 19 ] |
| 2022 | Premis Berlanga                                      | Millor actriu protagonista          | Luna Pamiés         | Guanyadora | [ 19 ] |
| 2022 | Premis Berlanga                                      | Millor direcció                     | Elena López Riera   | Nominada   | [ 19 ] |
| 2022 | Premis Berlanga                                      | Mejor guion                         | Elena López Riera   | Nominada   | [ 19 ] |
| 2022 | Premis Berlanga                                      | Millor llargmetratge de ficció      | El Agua             | Nominada   | [ 19 ] |

### Festivals
| Any  | Festival                                            | Categoria                   | Ref.   |
| ---- | --------------------------------------------------- | --------------------------- | ------ |
| 2022 | Festival Internacional de Cinema d'Albacete Abycine | Abycine Indie               | [ 20 ] |
| 2022 | Festival de Cinema d'Espanya de Tolosa              | Competició – Nous Cineastes | [ 20 ] |
| 2022 | Festival de Cannes                                  | Quinzena de Realitzadors    | [ 20 ] |
| 2022 | Festival de Cinema de Zuric                         | Focus Competition           | [ 20 ] |
| 2022 | Festival Internacional de Cinema de Sant Sebastià   | Zabaltegi-Tabakalera        | [ 20 ] |
| 2022 | Festival Internacional de Cinema de Tòquio          | Youth                       | [ 20 ] |
| 2022 | Festival Internacional de Cinema de Toronto         | Contemporary World Cinema   | [ 20 ] |
| 2022 | Festival Internacional de Cinema de Valdivia        | Cineastes en focus          | [ 20 ] |
| 2022 | New Horizons Film Festival                          | Competició Internacional    | [ 20 ] |
| 2022 | Mostra Internacional de Cinema de São Paulo         | Competició Nous Directors   | [ 20 ] |
| 2022 | Festival Internacional de Cinema de Viena           | Features                    | [ 20 ] |
| 2022 | Mostra de València                                  | Sessions especials          | [ 21 ] |